# باتريك ويست
باتريك ويست (بالإنجليزية: Patrick West)‏ هو كاتب بريطاني، ولد في 1974.